# Kataisk
Kataisk (russisch Катайск) ist eine Stadt in der Oblast Kurgan (Russland) mit 14.003 Einwohnern (Stand 14. Oktober 2010).

## Geographie
Die Stadt liegt östlich des Ural, im Südwesten des Westsibirischen Tieflandes, etwa 210 km nordwestlich der Oblasthauptstadt Kurgan, am linken Ufer des Flusses Isset. Das Klima ist kontinental.
Die Stadt Kataisk ist Verwaltungszentrum des Rajons Kataiski.
Kataisk liegt an der 1933 durchgehend eröffneten Eisenbahnstrecke Jekaterinburg (damals Swerdlowsk) – Kurgan.

## Geschichte
Kataisk entstand 1655 bei der Mündung des Flusses Kataika als Kataiski Ostrog (Катайский острог). Der Name ist vom Namen des baschkirischen Stammes Katai abgeleitet. Im 18. und 19. Jahrhundert führte der wichtigste Handelsweg nach Sibirien durch den Ort. Bis zum Beginn des 20. Jahrhunderts war er ein bedeutendes Getreidehandelszentrum. Im Oktober 1913 wurde eine Zweigstrecke der Transsibirischen Eisenbahn von Bogdanowitsch über Kamensk-Uralski (Station Sinarskaja, das damalige Kamensk bzw. Kamenski Sawod) nach Schadrinsk durch den Ort geführt. Diese Strecke wurde später zur direkten Transsib-Querverbindung Jekaterinburg–Kurgan ausgebaut, die 1933 eröffnet wurde. 1944 erhielt der Ort Stadtrecht.

### Bevölkerungsentwicklung
| Jahr | Einwohner |
| ---- | --------- |
| 1939 | 2.706     |
| 1959 | 11.824    |
| 1970 | 14.338    |
| 1979 | 15.529    |
| 1989 | 16.789    |
| 2002 | 15.836    |
| 2010 | 14.003    |

Anmerkung: Volkszählungsdaten

## Wirtschaft
Wichtigstes Unternehmen ist ein Pumpenwerk (Катайский насосный завод / Kataiski nassosny sawod). Daneben gibt es Betriebe der Bauwirtschaft (Ziegel, Betonfertigteile) und Lebensmittelindustrie, in der Umgebung Landwirtschaft (Getreide, Gemüse, Rinder, Schweine, Geflügel, besonders Gänse).